# Nikolai landskommun
Nikolai landskommun var en tidigare kommun i Södermanlands län.

## Administrativ historik
När 1862 års kommunalförordningar trädde i kraft inrättades denna kommun i Sankt Nicolai socken i Jönåkers härad i Södermanland.
Inom kommunen inrättades ett municipalsamhälle,  Oxelösunds municipalsamhälle 27 januari 1899.
Namnet och stavningen var ursprungligen Sankt Nicolai och moderniserades till Sankt Nikolai under 1860-talet och ändrades slutligen 1941, i enlighet med jordebokssocknens namn, till Nikolai.
År 1950 upplöstes kommunen och ett område i kommunens södra del tillsammans med municipalsamhället bildade Oxelösunds stad, en av de sista nybildningarna av en stadskommun i Sverige. Resten av kommunen inkorporerades 1950 i Nyköpings stad.
Motsvarande församling delades 1953, då delen i Oxelösunds stad utbröts med namnet Oxelösunds församling, medan resten lades samman med Nyköpings västra församling för att bilda Nyköpings Sankt Nicolai församling.
Kommunens område är således i dag uppdelat mellan Nyköpings kommun och Oxelösunds kommun.

## Politik

### Mandatfördelning i valen 1938-1946
|  | 18 | 3 | 3 | 2 | 3 |

| 29 |

| 3 | 19 | 3 | 3 | 2 |

| 27 |

| 3 | 18 | 3 | 5 |  |

| 27 |